# (91554) 1999 RZ215
(91554) 1999 RZ215, também escrito como (91554) 1999 RZ215, é um objeto transnetuniano que é classificado como um centauro. o mesmo tem cerca de 116 km de diâmetro.